# Stefan Dousa
Stefan Janusz Dousa (ur. 11 listopada 1945 w Będzinie) – polski rzeźbiarz specjalizujący się w medalierstwie i rzeźbie monumentalnej, profesor sztuk plastycznych.

## Życiorys
Od 1946 mieszkał we Wrocławiu, gdzie ukończył Liceum Sztuk Plastycznych. W 1964 rozpoczął studia w Akademii Sztuk Pięknych w Krakowie. Dyplom uzyskał w pracowni profesora Jerzego Bandury w 1970. Od 1971 zatrudniony na Wydziale Architektury Politechniki Krakowskiej. W 1997 otrzymał tytuł profesora sztuk plastycznych.
Autor rzeźb monumentalnych, a także małych form przestrzennych i medali. Do jego dzieł należą m.in. Pomnik Ofiar Stalinizmu w Tarnowie, Pomnik Katyński w Kętach, Pomnik Ofiar Komunizmu na Cmentarzu Rakowickim w Krakowie, Głaz Papieski oraz popiersia Wielkich Polaków w Krakowie. Projektuje i realizuje wnętrza sakralne w Polsce i za granicą.
Swoją twórczość prezentuje na wystawach indywidualnych i zbiorowych w Polsce, Europie i na świecie, uzyskując szereg nagród. Wystawy indywidualne eksponował we Wrocławiu, Kielcach, Krakowie, Florencji, Norymberdze, Heidelbergu i w Rzymie. Powołany również w skład kapituły Lauru Krakowa XXI wieku.

## Odznaczenia i wyróżnienia
- 2005 – Złoty Krzyż Zasługi[2]
- 2007 – Odznaka „Honoris Gratia”[3]
- 2011 – Krzyż Kawalerski Orderu Odrodzenia Polski[4]
- 2011 – Brązowy Medal „Zasłużony Kulturze Gloria Artis”[5]
- 2013 – Brązowy Medal „Cracoviae Merenti”[3]
- 2021 – Srebrny Medal „Zasłużony Kulturze Gloria Artis”[5]